# Ava i Leah Clements
Ava Marie Clements i Leah Rose Clements (Califòrnia, 7 de juliol de 2010), conegudes com les "Clements twins", són unes models nord-americanes i personalitats de les xarxes socials que són bessones idèntiques. Quan les bessones tenien set anys, els seus pares van signar contracte amb dues agències de models.
Diversos mitjans de comunicació s'hi han referit com "les bessones més boniques del món", A data de desembre de 2022 tenen més d'1,9 milions de seguidors a Instagram.

## Vides personals
Ava Marie i Leah Rose Clements van néixer el 7 de juliol de 2010 filles de Kevin Clements, un entrenador de natació escolar, i Jaqi Clements. Són del comtat d'Orange, Califòrnia. Tenen un germà.
El 2019 Kevin va ser diagnosticat amb un càncer. Es va fer servir el compte d'Instagram de les bessones per ajudar a recaptar fons i trobar un donant per al seu trasplantament de medul·la òssia.

## Carrera
Kevin i Jaqi volien iniciar les bessones en el modelatge quan tenien sis mesos, van frenar el pla per raó del temps necessari per assolir aquest compromís, fins que les bessones van complir set anys. Aleshores, el veí dels Clement volia models que ajudessin a anunciar una nova botiga infantil. Les bessones van posar juntes per fer unes fotos, i Jaqi va enviar les imatges als contactes que havia recollit en el seu primer intent d'aconseguir una carrera de models per a les bessones. Es va reunir amb diverses agències de models i finalment va signar contractes amb dues agències: una a Orange County, Califòrnia i una altra a Los Angeles. Un any després d'iniciar la seva carrera com models, les bessones havien aconseguit més de mig milió de seguidors a Instagram.